# Mære
Mære är en tätort i Steinkjers kommun i Trøndelag fylke i mellersta Norge. Orten ligger vid Europaväg 6 och Nordlandsbanan, söder om kommunens centralort Steinkjer.